# Ixodes nuttalli
Ixodes nuttalli är en fästingart som beskrevs av Fernando Lahille 1913. Ixodes nuttalli ingår i släktet Ixodes och familjen hårda fästingar. Inga underarter finns listade i Catalogue of Life.